# مک‌کنزی فوی
مک‌کنزی کریستین فوی (به انگلیسی: Mackenzie Christine Foy) (زادهٔ ۱۰ نوامبر ۲۰۰۰)، بازیگر و مدل آمریکایی است. از فیلم‌هایی که وی در آن نقش داشته می‌توان به شخصیت رنزمی کالن، دختر ادوارد کالن و بلا سوان در فیلم‌های گرگ‌ومیش: سپیده‌دم - قسمت اول و قسمت دوم که به موجب آن نامزد جایزه هنرمند جوان برای بهترین بازیگر نقش مکمل زن جوان شد، احضار روح، میان‌ستاره‌ای و فندق‌شکن و چهار قلمرو اشاره کرد.

## اوایل زندگی
فوی در تاریخ ۱۰ نوامبر ۲۰۰۰، زاده شد. او در لس آنجلس زاده شد و بزرگ شده‌است. فوی توسط والدینش همراه با برادر بزرگترش بِیلی به آموزش در خانه پرداخت. پدرش استیون فوی یک راننده کامیون، و مادرش خانه‌دار است و هیچ ارتباطی با صنعت فیلم ندارند. او حرفهٔ مدلینگ را از سه سالگی برای گارنت هیل، رالف لورن کورپوریشن و گس کیدز آغاز کرد، و در ۹ سالگی به بازیگری پرداخت.

## فیلم‌شناسی
| نام فیلم                    | سال  | نقش              |
| --------------------------- | ---- | ---------------- |
| گرگ‌ومیش: سپیده‌دم - قسمت اول | ۲۰۱۱ | رنزمی کالن       |
| گرگ‌ومیش: سپیده‌دم - قسمت دوم | ۲۰۱۲ | رنزمی کالن       |
| احضار                       | ۲۰۱۳ | سیندی پرون       |
| آرزو می‌کنم خوب باشی         | ۲۰۱۳ | لو کاردینال      |
| ارنست و سلستین              | ۲۰۱۳ | سلستین (صداپیشه) |
| میان‌ستاره‌ای                 | ۲۰۱۴ | مورفی کوپر جوان  |
| باکس‌کار چیلدرن              | ۲۰۱۴ | وایلت (صداپیشه)  |
| شازده کوچولو                | ۲۰۱۵ | دختر کوچک        |
| فندق‌شکن و چهار قلمرو        | ۲۰۱۸ | کلارا            |
| زیبای سیاه                  | ۲۰۲۰ | جو گرین          |

### مجموعه تلویزیونی
| سال  | عنوان                       | نقش                 | یادداشت‌ها                      |
| ---- | --------------------------- | ------------------- | ------------------------------ |
| ۲۰۰۹ | تیل دث                      | دختر کوچک           | قسمت «بدون شکایات»             |
| ۲۰۱۰ | فلش فوروارد                 | کیت ارسکین          | قسمت «بلوبک»                   |
| ۲۰۱۰ | هاوایی فایو-زیرو            | لی‌لی ویلسون         | قسمت «Ho'apono»                |
| ۲۰۱۲ | هونتینگ آور: مجموعه         | ناتالی/جورجیا لومین | قسمت «بازگشت لی‌لی دی»، «رد آی» |
| ۲۰۱۴ | گانگستر کلوچه               | سالی                | تله‌فیلم                        |
| ۲۰۱۵ | جس استون: گمشده در پارادایس | جنی                 | تله‌فیلم                        |